# Escuela Nacional de Arte Teatral
Escuela Nacional de Arte Teatral (ENAT) del Instituto Nacional de Bellas Artes y Literatura (INBAL), es una institución educativa creada para la formación de profesionales en las artes escénicas, ubicada en la Ciudad de México.

## Historia
Fue fundada el 15 de julio de 1946 por Clementina Otero, quien desarrolló el plan de estudios para esta nueva institución; por un interés compartido de Los Contemporáneos junto con Salvador Novo y Xavier Villaurrutia, con el propósito de profesionalizar y sistematizar la formación de personas especializadas en la actuación, además de los aportes de Julio Prieto para la conformación de la carrera en escenografía en México. 
Las personas egresadas de esta institución tienen un reconocimiento a nivel nacional e internacional por su experiencia formativa en esta escuela, con una perspectiva de inclusión, diversidad, respeto y que pone al centro el derecho humano a la cultura.

## Arquitectura
La Escuela Nacional de Arte Teatral forma parte del Centro Nacional de las Artes. Fue diseñada por el arquitecto mexicano Enrique Norten. Su fachada está constituida por una lámina curva sobre una estructura metálica que genera un espacio semiabierto. El edificio alberga los salones de clases y el Teatro Salvador Novo.

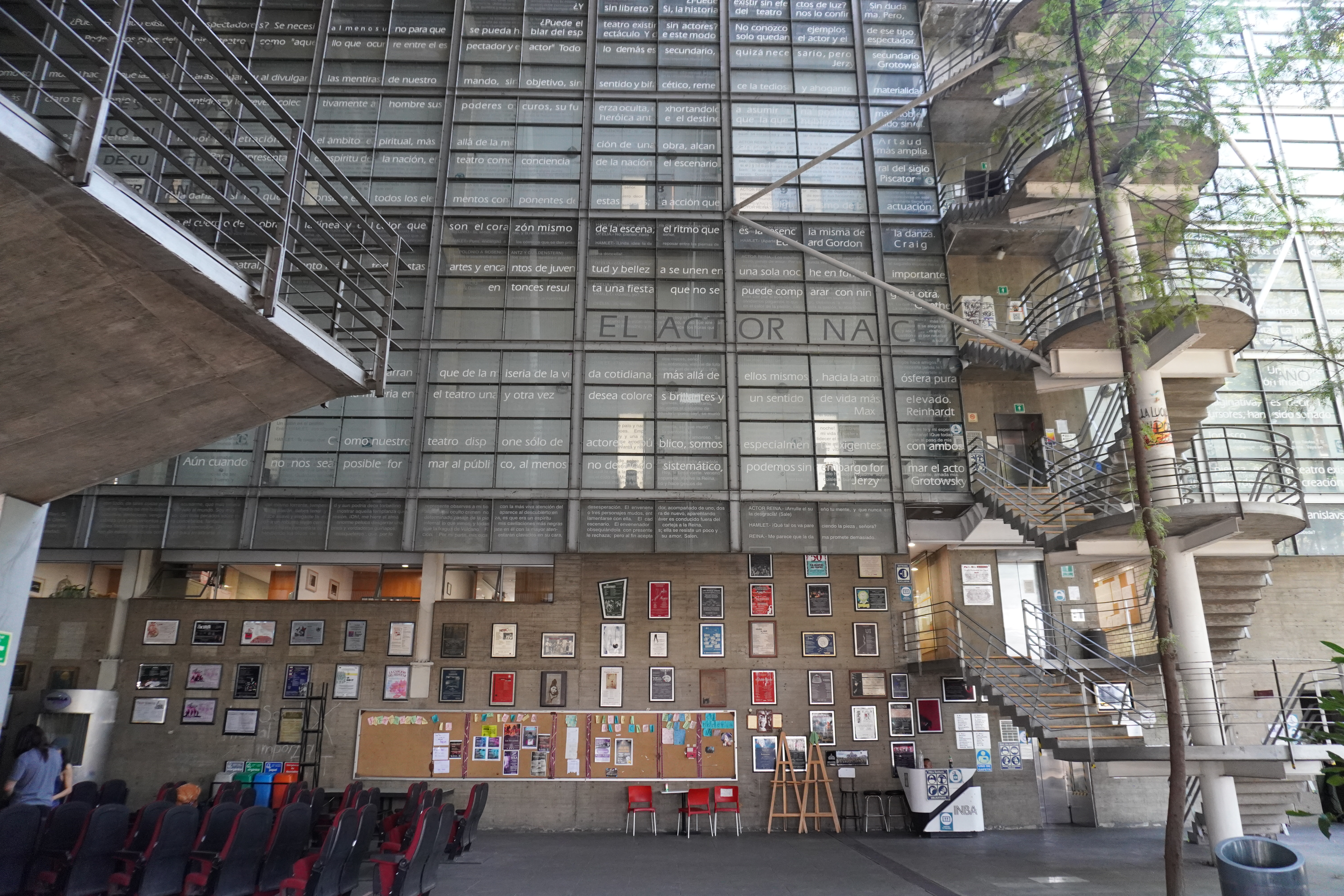
ENAT, 2025

## Estudios
- Licenciatura en actuación
- Licenciatura en escenografía; con enfoque en diseño escenográfico, de vestuario, de iluminación o de producción.[7]
- Maestría en dirección escénica
- Maestría en pedagogía teatral